# 烏爾萬采夫岩
烏爾萬采夫岩（英語：Urvantsev Rocks）是南極洲的岩層，位於毛德皇后地的阿斯特里德公主海岸，屬於穆利格-霍夫曼山脈的一部分，根據挪威探險隊的測量和拍攝的空中照片繪入地圖，現時由南極條約體系管理。